# 皮耶尔·阿尔贝托·泰斯托尼
皮耶尔·阿尔贝托·泰斯托尼（義大利語：Pier Alberto Testoni，1950年4月11日—），意大利前男子击剑运动员。他曾代表意大利参加1972年夏季奥林匹克运动会击剑比赛，结果未能收获奖牌。